# Hedwig Behrens
Hedwig Behrens (* 19. August 1900 in Saarbrücken; † 12. August 1986 in Essen) war eine deutsche Archivarin und Leiterin des Frauenamtes bei der  Landesregierung des Saarlandes.

## Leben
Hedwig Behrens wurde als Tochter des Lehrerehepaares Johann Friedrich Behrens und Alma Behrens geb. Luhn geboren,  besuchte die Höhere Mädchenschule in Saarbrücken und machte 1920 das Abitur am Mädchengymnasium in Saarbrücken.
Es folgte ein Studium an den Universitäten in München, Hamburg und Freiburg, wo sie 1925 mit der Dissertation „Industrie und Handel des Saarlgebietes von der Einführung des französischen Franken am 1. Januar 1923 bis zur Zollabschnürung von Deutschland am 10. Januar 1925“ zum Dr. phil. promovierte.
Mit Jahresbeginn 1926 trat sie eine Stelle als wissenschaftliche Hilfsarbeiterin ohne Vergütung an, die sie im März 1929 kündigte, um an der Universität Hamburg ein Studium der englischen, französischen und spanischen Sprache zu absolvieren.
1930 legte sie in Spanien die Auslandsdiplomprüfung ab. Sie bewarb sich beim Auswärtigen Amt und beim Völkerbund, erhielt jedoch Absagen. Schließlich fand sie zum 1. Juli 1931 eine Beschäftigung als  wissenschaftliche Hilfsarbeiterin beim Arbeitgeberverband der Saarindustrie, wo sie Beiträge für verschiedene Zeitschriften verfasste.
Im Jahr darauf wechselte sie zum Internationalen Sozialwissenschaftlichen Institut des Ökumenischen Rates für Praktisches Christentum und blieb dort bis Februar 1934 (Verlust ihres Arbeitsplatzes wegen Finanzmangels).
Nach ihrer Rückkehr ins Saarland war sie von 1934 bis 1935 als Hilfsarbeiterin beim Statistischen Amt tätig und wechselte zum Jahresbeginn 1936 zur Deutschen Akademie in München.
Dort blieb sie bis 1938, als die Stelle der Archivarin bei den Vereinigten Stahlwerken antrat und Leiterin der neugeschaffenen Beratungsstelle für Werksarchive wurde.
Während des Krieges war sie u. a. mit der Bewachung und Betreuung von Firmenakten einer Zeche beschäftigt und kehrte zum Jahresende 1946 nach Saarbrücken zurück, wo sie im März 1948 eine Stelle als wissenschaftliche Mitarbeiterin beim Arbeitgeberverband annahm.
Zum 1. Oktober 1950 wechselte sie in die Saarbrücker Staatskanzlei und wurde 1951 mit der Leitung des Frauenamtes bei der saarländischen Regierung betraut. Dieses Amt übte sie bis 1955 aus, als sie wegen Differenzen mit dem Ministerpräsidenten Heinrich Welsch das Dienstverhältnis kündigte.
In ihre Dienstzeit fällt die Organisation der Ausstellung „Welt der Frau“ auf dem Saarbrücker Messegelände (16. bis 31. Oktober 1954) und die  Eröffnung von Frauenoberschulen in Saarbrücken und Völklingen (1. September 1955).
Sie kehrte ins Ruhrgebiet zurück und wurde 1955 Archivarin bei ihrem ehemaligen Arbeitgeber, den Vereinigten Stahlwerken AG. Diese wurde 1955 liquidiert und in mehrere Unternehmen aufgeteilt, so auch in die Eisenwerke Mülheim-Meiderich AG, Mülheim/Ruhr, Inhaberin der Friedrich-Wilhelms-Hütte.

### Schriften (Auswahl)
- 1960 Der erste Koksofen des rheinisch-westfälischen Industriegebietes auf  der Friedrich-Wilhelms-Hütte in Mülheim a. d. Ruhr, Rheinische Vierteljahresblätter[4]
- 1965 Rückblick auf die Tätigkeit der Vereinigung deutscher Werks- und Wirtschaftsarchivare e. V.; von der Gründung 1957 bis zum deutschen Wirtschaftstag 1964, Zeitschrift für Firmengeschichte und Unternehmensbiographie 1965[5]
- 1970 Mechanikus Franz Dinnendahl: (1775–1826); Erbauer der ersten Dampfmaschinen an der Ruhr; Leben und Wirken aus zeitgenössischen Quellen,  Schriften zur rheinisch-westfälischen Wirtschaftsgeschichte
- 1974 Dinnendahl johann (Mechanikus) von 1780/1849

### Öffentliche Ämter
- 1957 Vorsitzende der Vereinigung deutscher Werksarchivare
- Vorstandsmitglied im Verein Deutscher Archivare
- Vorstandsmitglied im Mülheimer Geschichtsverein
- Mitglied der Jury für den Ruhrpreis in Kunst und Wissenschaft
- Mitglied der Gesellschaft für Rheinische Geschichtskunde

### Ehrungen und Auszeichnungen
- 1978 Bundesverdienstkreuz
- Silberne Ehrenspange der Stadt Mülheim